# International Society of Automation
 (octobre 2014).
Si vous disposez d'ouvrages ou d'articles de référence ou si vous connaissez des sites web de qualité traitant du thème abordé ici, merci de compléter l'article en donnant les références utiles à sa vérifiabilité et en les liant à la section « Notes et références ».
ISA (The International Society of Automation) est une association à but non lucratif qui s'adresse aux professionnels de l'automatisation et à la supervision des procédés industriels.

## Origine
Créée en 1945 à Pittsburgh, États-Unis, sous le nom "Instrumentation Society of America", l'ISA - The International Society of Automation compte dans le monde plus de 30 000 membres et plus de 300 sections locales dont l’ISA-France.

## Objectifs
La mission de l'ISA est de promouvoir les techniques et de faire progresser les compétences de ses membres dans les domaines de l'automation, incluant l'instrumentation, la sécurité, les automatismes et l'informatique industrielle.

## Activités

### Normalisation
La renommée de l'ISA, particulièrement en Europe, s'est faite autour de son travail de normalisation. L'ISA compte environ 175 groupes de travail dont la mission est de préparer les documents qui constituent des références pour des millions de professionnels à travers le monde. L'ISA est accréditée par l'ANSI pour développer des normes US, dont certaines sont reprises par les instances de normalisation internationales comme l'ISO et l'IEC ou nationales comme l'AFNOR en France.

### Source d'information
L'ISA, avec la participation active de ses sections locales, développe et diffuse une base d'information très importante à travers ses sites Web, bulletins, publications périodiques et produits informationnels divers. La bibliothèque de l'ISA, outre les standards et les rapports techniques - plus de 150 publiés à ce jour - comporte plusieurs centaines de titres. 

### Formation
L'ISA diffuse également sa base de connaissance par des cours de formation dont beaucoup sont accessibles via le Web. 

### Réseau relationnel
L'ISA regroupe les meilleurs spécialistes dans leurs domaines qui peuvent ainsi participer à des réunions d'échanges, nationales et internationales, aux comités de normalisation et organiser leur propre veille technologique.

## ISA-France
L'ISA-France, une des 300 sections locales de l'ISA, est une association loi de 1901 qui compte environ 130 membres. Elle fait partie du District 12 couvrant l'Europe, la fédération de Russie, le Moyen-Orient et l'Afrique.
Les membres de l'ISA-France sont actifs au sein des groupes de normalisation "SP" (Standard & Practices) suivants:
- ISA18 : Signaux et Alarmes instruments
- ISA84: Sécurité fonctionnelle des systèmes électriques, électroniques et électroniques programmables
- ISA88: Automatisation des procédés Batch et conception fonctionnelle des systèmes de contrôle
- ISA95: Interopérabilité entre systèmes
- ISA99: Cyber-sécurité des systèmes de contrôle
- ISA100: Technologies de communication sans fil appliquées à l'industrie
- ISA101: Interfaces Homme Machine
- ISA103: FDT pour interfacer bus, dispositifs et sous-systèmes de terrain
- ISA104: EDDL pour décrire les composants d'automatisme
- ISA106: Automation Procédurale pour l'Exploitation des Procédés Continus

ISA-France propose des actions de formation axées sur les standards ISA. Elle organise des séminaires, des journées techniques à thème et un forum international annuel sur 2 journées.
ISA-France entretient des relations avec les autres associations françaises actives dans son domaine: la SEE, le Club Automation, le Gimélec, l’EXERA

## Organisations apparentées en France
Ces associations recouvrent partiellement ou totalement les domaines techniques du Club Automation
- Club Automation
- SEE
- Exera

## Sources
1. ↑  « The International Society of Automation - Glossary | CSRC », sur csrc.nist.gov (consulté le 12 décembre 2019)
2. ↑  « ISO - ISA - Automation - The International Society of Automation », sur www.iso.org (consulté le 12 décembre 2019)
3. ↑  Liste des principales collections étrangères diffusées par AFNOR EDITION
4. ↑  « Groupes de travail », sur www.isa-france.org (consulté le 12 décembre 2019)

## Liens
- ISA
- ISA District 12
- ISA France
- Standards ISA en France